# Manuel de Arriaga
Manuel José de Arriaga Brum da Silveira e Peyrelongue (Horta, 8 de julio de 1840-Lisboa, 5 de marzo de 1917) fue un abogado portugués, primer fiscal general y primer presidente electo de la Primera República Portuguesa, tras la destitución del rey Manuel II de Portugal y un gobierno provisional republicano encabezado por Teófilo Braga (que le sucedería en el cargo tras su dimisión ).

## Biografía
Estudió en la Universidad de Coímbra de 1860 a 1865. Miembro del Partido Republicano, fue elegido cuatro veces diputado por Madeira, de cuyo directorio formaba parte junto a Jacinto Nunes, Azevedo e Silva, Bernardino Pinheiro, Teófilo Braga y Francisco Homem Cristo. Considerado un orador notable, muchos de sus discursos dieron un impulso en la causa republicana. No compartía, en cambio, el anticlericalismo propio de los primeros republicanos portugueses.
Después de la instauración de la República es nombrado el 23 de octubre de 1910 rector de la universidad de Coímbra con Sidonio Pais como vicerrector. Tras ser elegido presidente, intentó reunificar el partido que, entre tanto, se desmembraba en diferentes facciones: esfuerzo sin resultados. Su mandato fue atribulado debido a las incursiones monárquicas movidas por Paiva Couceiro. Fue sustituido por el profesor Teófilo Braga, que regresaba a la presidencia en 1915. Moriría en Lisboa dos años más tarde.
Fue sepultado en el panteón familiar en el cementerio de los Placeres (dos Prazeres) y trasladado al Panteón Nacional de Santa Engrácia, cumpliendo la decisión votada por unanimidad en la Asamblea de la República el 16 de septiembre de 2004.